# Quest of Dungeons
Quest of Dungeons es un videojuego roguelike lanzado el 25 de marzo de 2014 por el desarrollador portugués Upfall Studios. El juego tiene gráficos parecidos a las consolas de juegos de 16 bits . Se lanzó inicialmente para Windows, Mac e iOS, luego para Xbox One a través de ID@Xbox el 7 de septiembre de 2015. En febrero de 2016, se anunció que el juego se estaba desarrollando para Wii U y Nintendo 3DS  y se lanzó el 29 de septiembre de 2016. Posteriormente se lanzó para PlayStation 4 el 17 de enero de 2017. El 2 de agosto de 2017, se anunció que llegaría a Nintendo Switch.

## Jugabilidad
El jugador puede asumir el papel de uno de cuatro tipos de clases de personajes diferentes: guerrero, mago, asesino o chamán. El jugador ingresa a una mansión en el piso superior y progresa gradualmente por los pisos de dificultad creciente al subir de nivel. Todo el juego se genera aleatoriamente, por lo que los monstruos, las trampas y el botín nunca están en el mismo lugar. El mundo del juego está ubicado en una cuadrícula basada en mosaicos que se ve desde una perspectiva de arriba hacia abajo, donde el jugador, los enemigos, los elementos y los objetos ocupan cuadrados discretos. El juego es por turnos, y tanto el jugador como numerosos enemigos se turnan para realizar acciones. El juego tiene un enfoque muy rápido en la mecánica por turnos, y si bien el jugador tiene que esperar a que los enemigos tomen su turno, todo se hace muy rápido para mantener la acción fluida. En cada turno, el jugador puede mover o atacar monstruos en casillas adyacentes, recoger, soltar y usar elementos e interactuar con varios objetos del juego. La muerte permanente es una parte importante del juego, en la que si el jugador muere perdiendo todos los HP, se reiniciará desde el principio del juego, creando así una mazmorra diferente, no hay opciones dentro del juego para cambiar esto, por lo que si bien el jugador puede guardar y continuar más tarde en cualquier momento, si muere no puede continuar.

## Trama
El juego no se toma demasiado en serio y se burla de las tramas tradicionales. En este caso, un Malvado Señor Oscuro roba toda la luz del mundo y la encierra en una linterna mágica. Los cuatro héroes deciden que sería buena idea que uno de ellos entre solo. Esto es un guiño a las tramas de películas de serie B, donde los personajes a veces toman decisiones totalmente ilógicas.

## Desarrollo
Según su creador, el desarrollo del juego comenzó en junio de 2013. Inicialmente planeado como un título exclusivo para tabletas, fue portado a PC antes de su lanzamiento oficial. Tras ser aprobado a través de Steam Greenlight, se lanzó el 25 de marzo de 2014. En los meses siguientes, se adaptó a Linux, Android y, finalmente, a Xbox One. El juego fue desarrollado utilizando un motor de juego propio.

## Recepción
En general, los críticos han otorgado buenas calificaciones al juego, destacando especialmente la versión de Xbox One, considerada la más pulida y accesible. Aunque la versión para PC fue bien recibida por los jugadores, recibió críticas mixtas a positivas por parte de la prensa especializada, principalmente debido a los controles de teclado y ratón mal implementados en su lanzamiento.
TouchArcadele otorgó una puntuación de 4/5, afirmando que "Quest of Dungeons es un roguelike muy bueno y un juego divertido". Softpedia le dio un 7/10, elogiando su jugabilidad sólida, buena rejugabilidad y equilibrio en la dificultad, aunque criticó la falta de variedad. Pocket Gamer le otorgó un 6/10, mientras que Nintendo Life calificó la versión de Wii U con un 8/10.